# Semaine de Kiel
La Semaine de Kiel, (Kieler Woche en allemand), est une compétition de voile se tenant chaque année la dernière semaine complète de juin à Kiel, dans la province allemande du Schleswig-Holstein.
Lors de ce grand rendez-vous mondial de voiliers de course se déroule aussi un grand rassemblement de gréements traditionnels accompagné d'une des plus grandes fêtes populaires d'Europe.

## Historique
Le 23 Juin 1882, une première régate réunit 20 yachts à Kiel. L'empereur Guillaume II participe aux régates à partir de 1891. C'est en 1894 que l'appellation "Kieler Woche" apparaît pour la première fois dans la presse pour désigner l'événement, qui s'étend désormais sur plusieurs jours, et qui attire des participants du monde entier. On peut lire une description romancée, mais très bien documentée, de ces régates impériales telles qu'elles se déroulaient au début du XXe siècle dans le roman Les Ingénieurs du bout du monde de Jan Guillou. La semaine de Kiel sera interrompu pendant la première guerre mondiale, de 1915 à 1918, après une session particulièrement tendue en juin 1914.

Régates de croiseurs à la Semaine de Kiel 2003.